# Sylvia Syms
Sylvia May Laura Syms OBE (6 de gener de 1934 - 27 de gener de 2023) fou una actriu britànica, coneguda especialment pels seus personatges en les pel·lícules The Tamarind Seed, Ice Cold in Alex, No Trees in the Street i Woman in a Dressing Gown. És recordada especialment pel seu treball cinematogràfic en els anys cinquanta i seixanta, però continua treballant en teatre i filmant per a cinema i televisió. Fou una de les protagonistes de la pel·lícula (en postproducció) Is There Anybody There?, juntament amb Michael Caine i Anne-Marie Duff.

## Biografia
Syms va néixer a Woolwich (Londres), filla de Daisy (Hali) i Edwin Syms, una sindicalista del comerç i funcionari civil. Va créixer a Well Hall, Eltham Es va educar a la RADA, en el consell del qual va treballar. La seva filla Beatie Edney també és actriu.

### Carrera
Va començar com a jove estrella de cinema. En la seva segona pel·lícula My Teenage Daughter, va fer el paper de la problemàtica filla d'Anna Neagle. Per a l'any 1960 havia treballat amb Flora Robson, Orson Welles, Stanley Holloway, Lilli Palmer i William Holden.
En 1958 va fer la pel·lícula Ice Cold in Alex, que coprotagonitzà juntament amb John Mills, Anthony Quayle i Harry Andrews. Aquesta pel·lícula s'ha convertit en una pel·lícula de culte, perquè un extracte d'ella es va usar per a un comercial de cervesa. El 1962 va interpretar d'esposa de Tony Hancock a The Punch and Judy Man. Després va fer la comèdia The Big Job (1965) amb Sid James i la sèrie de televisió Bat Out of Hell (1967), i culminà la seva carrera amb el seu paper a The Tamarind Seed (1974) amb Julie Andrews i Omar Sharif, pel qual fou nominada a un premi BAFTA. My Good Woman in 1972 was a husband-and-wife television comedy series which ran until 1974 with Leslie Crowther. En 1972 participà en el programa setmanal Movie Quiz de la BBC i en 1975 fou presidenta del jurat del 25è Festival Internacional de Cinema de Berlín. En 1989 Syms va aparèixer a l'episodi "Ghost Light" de la sèrie Doctor Who.
Poc abans de la fi del mandat de la primera ministra britànica Margaret Thatcher en 1990, Syms la va interpretar al telefilm Thatcher: The Final Days (1991) per a ITV Granada. De 2000 a 2003, va interpretar Marion Riley en la sèrie d'ITV At Home with the Braithwaites i en 2002, participà en la sèrie The Jury i participà en "Sonnet 142" del disc recompilatori When Love Speaks. En 2006 va interpretar la reina mare d'Elisabet II del Regne Unit (interpretada per Helen Mirren) a la pel·lícula de Stephen Frears La reina (2006). També va aparèixer a la pel·lícula estatunidenca The Poseidon Adventure (2005).
El 2009 va aparèixer a la pel·lícula Is Anybody There? amb Michael Caine i Anne-Marie Duff i a la sèrie dramàtica d'ITV1 Collision. En 2010 fou estrella convidada i pacient a la sèrie dramàtica de la BBC1 Casualty. Des de 2007 fa el paper de la modista Olive Woodhouse a EastEnders de la BBC One. En 2010 Syms va prendre part en la sèrie de la BBC The Young Ones sobre sis celebritats dels anys 70 i 80 intenten superar alguns dels problemes de l'envelliment tornant als setanta. Syms ha estat la narradora del programa de la BBC Talking Pictures.

## Filmografia
- 1957 My Teenage Daughter
         The Birthday Present
         Woman in a Dressing Gown
         No Time for Tears
- 1958 The Moonraker
         Ice Cold in Alex
         Bachelor of Hearts
- 1959 No Trees in the Street
         El ferri de Hong Kong (Ferry to Hong Kong)
         Expresso Bongo
- 1960 Conspiracy of Hearts
         The World of Suzie Wong
- 1961 Le Vergini di Roma
         Flame in the Streets
         Victim
- 1962 The Quare Fellow
- 1963 The Punch and Judy Man
         The World Ten Times Over
- 1964 East of Sudan
- 1965 Operation Crossbow
         The Big Job
- 1967 Danger Route
- 1968 Hostile Witness
         The Fiction Makers
- 1969 Run Wild, Run Free
         The Desperados
- 1972 Asylum
- 1974 The Tamarind Seed
- 1978 Give Us Tomorrow
- 1980 There Goes the Bride
- 1986 Absolute Beginners
- 1988 A Chorus of Disapproval
- 1989 Shirley Valentine
- 1990 The Laughter of God
- 1992 Shining Through
- 1993 Dirty Weekend
- 1997 The House of Angelo
- 1998 Food of Love
- 2002 Deep Down
- 2003 What a Girl Wants
- 2004 Mavis and the Mermaid
- 2006 La reina
- 2012 Booked Out
- 2012 Run for Your Wife

### Televisió
- 1964 The Saint ("The Noble Sportsman") com a Lady Anne Yearley
- 1965 Danger Man ("It's Up to the Lady") com a Paula Glover
- 1965 The Human Jungle ("Success Machine") as Margo
- 1965 The Baron ("Farewell to Yesterday") com a Cathy Dorne
- 1966 Bat out of Hell com a Diana
- 1969 Strange Report
- 1971 Paul Temple
- 1972 The Adventurer
- 1972–1974 My Good Woman
- 1982 It's Your Move (minisèrie)
- 1985 Miss Marple: A Murder is Announced
- 1989 Doctor Who ("Ghost Light") com Mrs Pritchard
- 1991 Thatcher: The Final Days com a Margaret Thatcher
- 1993 Mulberry com a Springtime
- 1998 Heartbeat ("Where There's a Will") com a Peggy Tatton
- 2000–2003 At Home with the Braithwaites
- 2002 Doctor Zhivago
- 2005 The Poseidon Adventure
- 2007, 2009, 2010 EastEnders
- 2008 New Tricks ("Communal Living")
- 2009 Blue Murder
- 2009 Agatha Christie's Marple ("Murder Is Easy") com a Lavinia Enid Pinkerton
- 2010 Doctors
- 2011 Case Histories
- 2011 Rev.